# Barrington Stoke
Barrington Stoke är ett skotskt bokförlag som grundades av Patience Thomson och Lucy Juckes. Deras utgivning består av lättläst litteratur för barn och ungdomar med lässvårigheter.